# جوزفين بريوس
جوزفين بريس (بالألمانية: Josefine Preuß) (مواليد 13 يناير 1986) ممثلة تلفزيونية ألمانية.

## نشأتها
ولدت بروس في تسيهدينك، براندنبورغ قرب برلين مع شقيقتها الأكبر سنا. فازت ببطولة براندنبورغ للناشئين في الجمباز الإيقاعي عام 1993.

## مسارها الوظيفي
مثّلت في آنا ريتشنباخ في قلعة أينشتاين وهو بث للأطفال، حيث قامت ببطولته من 1999 إلى 2001. كما لعبت دور البطولة في العديد من الأفلام والبرامج الإذاعية الأخرى. منذ عام 2005 لعبت دور لينا وهو الدور الرئيسي في الكوميديا العائلية (التركية للمبتدئين). وتقدم برنامج اقرأ عبر وهو برنامج تلفزيوني للأطفال حول الكتب. كممثلة صوتية قامت بأداء الأصوات الألمانية لماري كاثرين في فيلم ملحمة 2013 وشخصية جودي هوبس في فيلم زوتوبيا 2016.

## أعمالها

### أفلام
| عام       | عنوان                                     | وظيفة                    | ملاحظات           |
| --------- | ----------------------------------------- | ------------------------ | ----------------- |
| 2004      | جارجو                                     | إميليا                   |                   |
| 2006-2009 | Türkisch für Anfänger                     | لينا                     | مسلسل تلفزيونى    |
| 2012      | Türkisch für Anfänger - Der Film          | لينا                     | فيلم روائي        |
| 2013      | Das Adlon. Eine Familiensaga [الإنجليزية] | سونيا شادت               | مسلسلات تلفزيونية |
| 2013      | روبي الأحمر                               | لوسي مونتروز             |                   |
| 2013      | الملحم                                    | ماري كاثرين              | صوت؛ نسخة ألمانية |
| 2013      | مكان ضائع                                 | جيسيكا                   |                   |
| 2014      | سافيربلو                                  | لوسي مونتروز             |                   |
| 2016      | زوتوبيا                                   | جودي هوبس                | صوت؛ نسخة ألمانية |
| 2016      | Smaragdgrün                               | لوسي مونتروز             |                   |
| 2016      | داس ساشر                                  | كونستانزي فون تراونشتاين | فيلم تلفزيوني     |

## الجوائز
- فازت بجائزة التلفزيون الألماني لأفضل ممثلة مساعدة عام 2005

## روابط خارجية
- جوزفين بريوس على موقع IMDb (الإنجليزية)
- جوزفين بريوس على موقع روتن توميتوز (الإنجليزية)
- جوزفين بريوس على موقع مونزينجر (الألمانية)
- جوزفين بريوس على موقع ألو سيني (الفرنسية)
- جوزفين بريوس على موقع ميوزك برينز (الإنجليزية)
- جوزفين بريوس على موقع ديسكوغز (الإنجليزية)
- جوزفين بريوس على موقع قاعدة بيانات الفيلم (الإنجليزية)
- جوزفين بريوس على موقع كينوبويسك (الروسية)